# Pirates de Catalunya
Pirates de Catalunya (en español: Piratas de Cataluña) es un partido político español, heredero de la ideología del Partido Pirata de Suecia que busca la reforma de las leyes de propiedad intelectual e industrial, incluyendo el copyright y las patentes.

## Historia
Fundado en octubre de 2010 PIRATA.CAT se presentó a las Elecciones al Parlamento de Cataluña de 2010. obteniendo del orden de 6500 votos.
En las elecciones municipales de 2011 presentó listas propias en Barcelona, Hospitalet de Llobregat, Mataró, Lérida y Mollet del Vallès, y de forma conjunta con otros partidos en a Reus, Tarragona, Santa Coloma de Gramanet y San Fructuoso de Bages. consiguiendo 2 concejales en coalición con Imagina't Sant Fruitós - AM y Gent de Gramenet. Actualmente cuenta con un tercer concejal no electo.
Durante las Elecciones Generales de 2011 presentó listas en las 4 provincias catalanas, consiguiendo un total de 21.771 votos, lo que casi triplicó el resultado del año anterior en las elecciones autonómicas.
En la Asamblea General organizada por la Internacional de Partidos Pirata el 15 de abril de 2012 fue aceptado con un 98% de votos a favor como miembro de pleno derecho, convirtiéndose así en el primer Partido Pirata sin país propio en conseguir ser miembro ordinario. En 2013 se integró en la Confederación Pirata. 

## Resultados Electorales

### Elecciones al Parlamento de Cataluña de 2010
| Circunscripción | Votos | Porcentaje válido | Escaños |
| --------------- | ----- | ----------------- | ------- |
| Barcelona       | 5.001 | 0,21%             | 0       |
| Gerona          | 574   | 0,20%             | 0       |
| Lérida          | 353   | 0,19%             | 0       |
| Tarragona       | 523   | 0,17%             | 0       |
| Total votos     | 6.451 | 0.21%             | 0       |

### Elecciones municipales de mayo de 2011
En las elecciones municipales de mayo de 2011 se presentaron a los ayuntamientos de Barcelona, Hospitalet de Llobregat, Lérida, Mataró, Mollet del Vallés, Reus, Santa Coloma de Gramanet, San Fructuoso de Bages y Tarragona, consiguiendo dos concejales en San Fructuoso de Bages y en Santa Coloma respectivamente.
| Circunscripción              | Votos | Porcentaje válido | Concejales |
| ---------------------------- | ----- | ----------------- | ---------- |
| Barcelona                    | 4.675 | 0,77%             | 0          |
| Hospitalet de Llobregat      | 840   | 0,99%             | 0          |
| Lérida                       | 360   | 0,80%             | 0          |
| Mataró                       | 530   | 1,18%             | 0          |
| Mollet del Vallés            | 144   | 0,83%             | 0          |
| Reus(1)                      | 1.931 | 5,12%             | 0          |
| Santa Coloma de Gramanet (2) | 2.575 | 6,64%             | 1          |
| San Fructuoso de Bages (3)   | 384   | 11,66%            | 1          |
| Tarragona (1)                | 1.099 | 2,28%             | 0          |

(1) Integrados en la lista de la Candidatura d'Unitat Popular.

(2) En coalición con Gent de Gramenet.

(3) En coalición con Imagina't Sant Fruitós - AM.

### Elecciones generales de España de 2011
El 20 de noviembre de 2011 se celebraron las elecciones generales de las cuales salió ganador el Partido Popular. Pirates de Catalunya no obtuvo ningún escaño, si bien mejoró sensiblemente los resultados obtenidos en las Elecciones al Parlamento de Cataluña del 2010, obteniendo más del triple de votos.

#### Congreso de los Diputados
| Circunscripción | Votos  | Porcentaje válido | Escaños |
| --------------- | ------ | ----------------- | ------- |
| Barcelona       | 17.393 | 0,67%             | 0       |
| Gerona          | 1.865  | 0,61%             | 0       |
| Lérida          | 915    | 0,48%             | 0       |
| Tarragona       | 1.703  | 0,49%             | 0       |
| Total votos     | 21.876 | 0.63%             | 0       |

#### Senado
| Circunscripción | Cand. 1 | % C1  | Cand. 2 | % C2  | Cand. 3 | % C3  | Escaños |
| --------------- | ------- | ----- | ------- | ----- | ------- | ----- | ------- |
| Barcelona       | 21.510  | 1,18% | 22.972  | 0,92% | 18.789  | 0,75% | 0       |
| Gerona          | 4.375   | 1.51% | 0       | 0%    | 000     | 0,00% | 0       |
| Lérida          | 2.053   | 1,12% | 0       | 0%    | 000     | 0,00% | 0       |
| Tarragona       | 4.423   | 1,35% | 0       | 0%    | 000     | 0,00% | 0       |
| Total votos     | 32.361  | 1,29% | 22.972  | 0,92% | 18.789  | 0,75% | 0       |

### Elecciones al Parlamento de Cataluña de 2012
Participaron por segunda vez -en dos años- en las elecciones al Parlamento de Cataluña el 25 de noviembre de 2012, en unas elecciones muy polarizadas por el sentimiento independentista catalán. No obtuvieron ningún escaño, si bien mejoraron sus resultados obtenidos en el 2010.
| Circunscripción | Votos  | Porcentaje válido | Escaños |
| --------------- | ------ | ----------------- | ------- |
| Barcelona       | 15.241 | 0,55%             | 0       |
| Gerona          | 1.137  | 0,32%             | 0       |
| Lérida          | 642    | 0,31%             | 0       |
| Tarragona       | 1.199  | 0,33%             | 0       |
| Total votos     | 18.219 | 0.50%             | 0       |

### Elecciones al Parlamento de Cataluña de 2015
Pirata.cat se presentó a las elecciones autonómicas catalanas de 2015 en un entorno muy polarizado respecto de la independencia de Cataluña. Se presentó únicamente en la circunscripción de Gerona, obteniendo un mínimo histórico de 327 (0,08%).

### Elecciones Generales de 2019
Para las Generales de 2019, el partido se presentó con la coalición Front Republicà, donde por la circunspricpción de Tarragona encabezarían la lista. A pesar de que algunos medios daban la posibilidad de entrar en el Congreso, finalmente no lo consiguió, obteniendo 113.008 votos y el 0,43 %.

### Elecciones al Parlamento de Cataluña de 2021
Se presentaron en coalición con la CUP para las elecciones del 14 de febrero con la ratificiación del 80% de los militantes. A pesar de haber obtenido 9 diputados, ninguno era de este partido.

## Organización juvenil
Pirates de Catalunya mantiene vínculos con Grumets Pirates de Catalunya, la organización juvenil del mismo partido que engloba a todos los afiliados entre 16 y 30 años.